# Thomazomyia paralis
Thomazomyia paralis är en tvåvingeart som först beskrevs av Guilherme A.M.Lopes 1938.  Thomazomyia paralis ingår i släktet Thomazomyia och familjen köttflugor. Inga underarter finns listade i Catalogue of Life.